# Ngôi nhà náo nhiệt
Ngôi nhà náo nhiệt (tiếng Anh: The Loud House) là một loạt phim hoạt hình của Mỹ do Chris Savino đạo diễn. Loạt phim xoay quanh cuộc sống hàng ngày đầy hỗn loạn của một cậu bé tên là Lincoln Loud, là đứa con ở giữa và đứa con trai duy nhất trong một gia đình lớn có 11 người con. Phim lấy bối cảnh tại một thị trấn hư cấu ở phía đông nam Michigan tên là Royal Woods, dựa trên quê hương của Savino, Royal Oak. Loạt phim được phát hành trên mạng vào năm 2013 dưới dạng một phim ngắn dài hai phút tham gia Chương trình Hoạt hình Ngắn hàng năm. Nó được đưa vào sản xuất vào năm sau. Bộ truyện dựa trên thời thơ ấu của Savino lớn lên trong một gia đình đông con, và hoạt hình của bộ phim chịu ảnh hưởng của truyện tranh trên báo.
Tại Việt Nam, bộ phim được phát sóng trên các kênh: YouTV (thuyết minh giọng Nam) từ năm 2018 với tựa đề cùng tên, VTVcab21 - Cartoon Kids (thuyết minh giọng Bắc) từ năm 2022 với tựa đề "Chuyện nhà Loud" và VTVCab 8 - Bibi (thuyết minh giọng Bắc) từ năm 2017 (?) với tựa đề "Nhà Loud huyên náo".